# Kan-i-Gut
Kan-i-Gut – jaskinia krasowa w Kirgistanie, w górach Turkiestańskich.